# جان اچ. گیر
جان اچ. گیر (به انگلیسی: John H. Gear) سناتور سابق عضو حزب جمهوری‌خواه ایالات متحده آمریکا بود. وی در سال ۱۸۹۵ تا ۱۹۰۰ میلادی سناتور ایالت آیووا در سنای ایالات متحده آمریکا بود.